# Topi Raitanen
Topi Olli Vihtori  Raitanen (* 7. Februar 1996 in Tampere) ist ein finnischer Leichtathlet, der hauptsächlich über 3000 Meter Hindernis an den Start geht. 2022 feierte er mit dem Sieg bei den Europameisterschaften in München den größten Erfolg seiner sportlichen Karriere.

## Sportliche Laufbahn
Topi Raitanen, der in seiner Jugend auch Orientierungsläufer war, trat erstmals 2012, als er bei einem finnisch-schwedischen Wettkampf an den Start ging, in einem internationalen Rennen an. Dabei gewann er im 3000-Meter-Rennen. Im nächsten Jahr wurde er finnischer U18-Meister über 3000 Meter mit einer Zeit von 8:44,25 min. 2014 wurde Raitanen finnischer U20-Hallenmeister über 3000 Meter und gewann in der gleichen Altersklasse im Sommer zudem den Titel über 5000 Meter. 2015 trat er dann erstmals in Wettkämpfen im Hindernislauf an. Im August gewann er in 9:04,10 min die Goldmedaille bei den nationalen Juniorenmeisterschaften. Seine Zeit verbesserte er bis in den September noch um mehr als zehn Sekunden. 
Nachdem er die Saison 2016 nahezu komplett verpasst hatte, startete er im Juli 2017 bei den U23-Europameisterschaften in seinen ersten internationalen Meisterschaften. Im Finale lief er eine Zeit von 8:40,69 min und kam damit auf dem vierten Platz ins Ziel. Einige Monate später trat er als Student des Perho Culinary, Tourism and Business College in Helsinki bei der Universiade in Taipeh an. Dabei stellte er eine Bestzeit von 8:37,42 min und kam erneut als Vierter ins Ziel. Im Frühjahr wurde Raitanen finnischer Hallenmeister im 3000-Meter-Lauf. Auch im Sommer konnte er diese Medaille über 3000 Meter Hindernis bei den nationalen Meisterschaften gewinnen. Im August trat er bei den Europameisterschaften in Berlin an, bei denen er in das Finale einzog. Nachdem er im Vorlauf eine neue Bestzeit aufstellte, blieb er im Finale mehr als zehn Sekunden hinter der Vorlaufzeit zurück und landete damit auf dem achten Platz.
2019 schied Raitanen bei den Halleneuropameisterschaften in Glasgow im Vorlauf über 3000 Meter aus. Im Juni stellte er bei einem Wettkampf in seiner Heimat in 8:21,47 min eine neue Bestzeit im Hindernislauf auf. Mit dieser Zeit erfüllte er die Norm für die Olympischen Sommerspiele 2020. Zwei Monate später siegte er zum zweiten Mal bei den nationalen Meisterschaften, bevor er im Oktober bei den Weltmeisterschaften in Doha an den Start ging. Dort kam er in seinem Vorlauf als Achter ins Ziel und belegte damit insgesamt den 32. Platz. Aufgrund der Stärke des Teilnehmerfeldes wäre Raitanen selbst mit seiner Bestzeit nicht in die nächste Runde eingezogen. Im August verbesserte er seine Bestzeit beim Diamond League Meeting in Monaco auf 8:16,57 min. Raitanen qualifizierte sich für die Olympischen Sommerspiele in Tokio, bei denen er Ende Juli 2021 an den Start ging. Er erreichte das Finale, in dem er mit Saisonbestleistung von 8:17,44 min den achten Platz belegte.
2022 trat Raitanen im Juli zu seinen zweiten Weltmeisterschaften an. Dabei landete er weit abgeschlagen nach dem Vorlauf auf dem 37. Platz. Nur wenige Wochen später gelang ihm sein bisher größter Erfolg. Bei den Europameisterschaften in München lief er mit einer Zeit von 8:21,80 min min überraschend zur Goldmedaille. 2023 trat er in Budapest wieder bei den Weltmeisterschaften an. In seinem Vorlauf kam er als Elfter ins Ziel, womit er den Einzug in das Finale verpasste.

## Wichtige Wettbewerbe
| Jahr                 | Veranstaltung               | Ort                  | Platz                | Disziplin            | Zeit                 |
| Startet für Finnland | Startet für Finnland        | Startet für Finnland | Startet für Finnland | Startet für Finnland | Startet für Finnland |
| -------------------- | --------------------------- | -------------------- | -------------------- | -------------------- | -------------------- |
| 2017                 | U23-Europameisterschaften   | Bydgoszcz            | 4.                   | 3000 m Hindernis     | 8:40,69 min          |
| 2017                 | Universiade                 | Taipeh               | 4.                   | 3000 m Hindernis     | 8:37,42 min          |
| 2018                 | Europameisterschaften       | Berlin               | 8.                   | 3000 m Hindernis     | 8:40,11 min          |
| 2019                 | Halleneuropameisterschaften | Glasgow              | 13.                  | 3000 m               | 7:55,71 min          |
| 2019                 | Weltmeisterschaften         | Doha                 | 28.                  | 3000 m Hindernis     | 8:32,44 min          |
| 2021                 | Olympische Sommerspiele     | Tokio                | 8.                   | 3000 m Hindernis     | 8:17,44 min          |
| 2022                 | Weltmeisterschaften         | Eugene               | 37.                  | 3000 m Hindernis     | 8:43,01 min          |
| 2022                 | Europameisterschaften       | München              | 1.                   | 3000 m Hindernis     | 8:21,80 min          |
| 2023                 | Weltmeisterschaften         | Budapest             | 29.                  | 3000 m Hindernis     | 8:30,69 min          |

## Sonstiges
Raitanen studiert Sportmarketing am Perho Culinary, Tourism and Business College in Helsinki. Seinen Lebensmittelpunkt hat er neben Helsinki in Jyväskylä. Raitanen wird von der Firma Renta Telineet gesponsert und ist begeisterter Golfer.

## Persönliche Bestleistungen
Freiluft
- 1500 m: 3:38,47 min, 20. Mai 2023, Karlsruhe
- 3000 m: 7:52,82 min, 24. Juli 2019, Joensuu
- 3000 Meter Hindernis: 8:16,57 min, 14. August 2020, Monaco

Halle
- 1500 m: 3:49,63 min, 3. Februar 2018, Helsinki
- 3000 m: 7:55,71 min, 1. März 2019, Glasgow